# 장흥 백산재
장흥 백산재(長興 栢山齋)은 대한민국 전라남도 장흥군 장흥읍 하산사에 있는 조선시대의 건축물이다. 2009년 3월 20일 전라남도의 문화재자료 제272호로 지정되었다.

## 개요
장흥 백산재는 문중재실이다가 장흥위씨 문중의 사우인 하산사(霞山祠)의 강당으로 함께 활용되고 있는 건물이다. 원래 조선후기 장흥부의 관아건물을 2차 이건을 통해 1936년에 현재의 위치로 옮겨온 것이다. 당시 이건 과정에서는 거의 원형 그대로 옮겼다고 전하고 있다. 백산재는 건축 부재나 결구수법 등으로 보아 조선후기인 19세기경의 건물로 보인다.
건물은 정면 6칸, 측면 2칸으로 된 본 건물은 비록 이축과정에서 다소 변형된 구조 기법을 보이기는 하나 넓은 대청과 온돌방 등 조선후기 관아건물 구조의 모습을 잘 보여주고 있다. 대들보 등 사용부재도 매우 장대하고 견실하며 기둥은 모두 두리기둥을 사용하였다. 기둥은 5량가구이며 지붕은 팔작지붕이다.
백산재는 조선시대의 행정관아의 건물이 거의 없는 터에 보존이 잘 되어 있어서 관아 건물 연구 자료에 도움이 되고 장흥부 관아의 복원 측면, 공공기관 건물이 장소와 시간의 변화에 따라 용도가 변화되는 점을 알 수 있는 측면 등에서 건축 및 역사적 가치가 있다.

## 참고 문헌
- 장흥백산재 - 국가유산청 국가유산포털